# Guido Naldi
Guido Naldi (Brisighella, ... – 1535) è stato un condottiero italiano.
Militò con la sua compagnia di ventura al servizio della Repubblica di Venezia.

Stemma di famiglia

## Biografia
Guido Naldi, come i più celebri fratelli Babone, Giovanni e Ottaviano, militò sempre fedelmente al servizio della Repubblica di Venezia. Nel 1511 fu segnalato per la prima volta nel Veronese al comando di 31 balestrieri a cavallo e nell'agosto prese parte all'assedio di Brescia con 207 miliziani.
Nel 1513 partecipò alla battaglia de La Motta inserito nella prima schiera d'assalto. La Repubblica di Venezia lo premiò nel 1514 per gli ottimi servizi prestati con una provvigione di 30 ducati per paga, per otto paghe l'anno. Sul finire dell'anno 1516 operò all'assedio di Verona e con la conquista della città scaligera da parte dei veneziani, ne fu nominato connestabile.
Nell'agosto 1521, con Malatesta Baglioni, Marco da Napoli, il fratello Giovanni e il capitano del Garda Niccolò Barbaro, partecipò ad una riunione tenuta con i rettori veneti della città di Verona, per valutare la richiesta dei lanzichenecchi tedeschi e svizzeri, al soldo dell'imperatore Carlo V, che da Trento chiedevano il passo attraverso la Valle dell'Adige o la Val Vestino per  raggiungere il campo imperiale situato in parte nel Mantovano e in parte nel ducato di Milano. Il Naldi si recò personalmente sui passi confinanti con il Trentino per valutarne un'ipotetica difesa.
Nel 1522 fu acquartierato al campo di Rovato con 204 fanti e risultava inserito nel colonnello del fratello Babone. Con la fine della guerra rientrò a Verona. Nell'agosto del 1526 partecipò all'assedio di Cremona e durante l'attacco alle linee nemiche ebbe 3 morti, 29 feriti e 10 disertori fra i suoi uomini. Nel 1527 operò nel Polesine, a Lodi e alla conquista di Genova. Acquartierato a Cassano d'Adda, nel 1528, fu con altri capitani ad un consiglio di guerra indetto dal provveditore generale veneto Tommaso Moro. Nello stesso anno operò contro gli imperiali del duca Enrico V di Brunswick-Lüneburg a Caprino Bergamasco, nel Bresciano a Gavardo, a Sant'Angelo Lodigiano e a Pavia.
Nel luglio del 1529 fu particolarmente attivo alla difesa di Bergamo e nel settembre a quella di Salò al comando di ben 700 fanti.  Nel marzo del 1531 gli fu riconosciuto il titolo di colonnello ed una provvigione di 40 ducati per paga, per otto paghe l'anno. Nel febbraio del 1532, durante la difesa di Verona, ebbe il compito di sorvegliare Porta Palio, mentre nel mese di marzo fu inviato con 50 fanti a Corfù attaccata dai Turchi, ove, tra l'altro, fu promosso governatore della fanteria al posto di Giovanni da Como.
Morì nel 1535.